# Tepuídvärgparakit
Tepuídvärgparakit (Nannopsittaca panychlora) är en fågel i familjen västpapegojor inom ordningen papegojfåglar.

## Utseende och läte
Tepuídvärgparakiten är en helgrön liten papegoja med något mörkare vingar och en tydligt ljus halvmåne under ögat. Den är mycket ljudlig, med vanligaste lätet ett ljust och metalliskt tjattrande. Den skiljer sig från gröngumpad och mörknäbbad sparvpapegoja på längre och tyngre kropp, gnissligare läten och avsaknad av blått i fjäderdräkten.

## Utbredning och systematik
Fågelns utbredningsområde är i tepuis i södra Venezuela, södra Guyana och nordligaste Brasilien. Den behandlas som monotypisk, det vill säga att den inte delas in i några underarter.

## Levnadssätt
Tepuídvärgparakiten hittas i fuktiga bergsskogar, ibland dock så lågt som 300 meter över havet. Den födosöker efter frukt och på blommor i trädtaket och upp till trädgränsen på sluttningar, men ses vanligen endast i flykten. Fågeln kan forma flockar med upp till flera hundra individer som flyger långa sträckor mellan isolerade berg.

## Status och hot
Arten har ett stort utbredningsområde, men tros minska i antal, dock inte tillräckligt kraftigt för att den ska betraktas som hotad. Internationella naturvårdsunionen IUCN listar arten som livskraftig (LC).

## Namn
Tepuí är namn på platåberg i Guyanaregionens högland, speciellt i Venezuela.